# 1158
1158 (MCLVIII) je bilo navadno leto, ki se je po julijanskem koledarju začelo na sredo.

## Dogodki

### Evropa

#### Druga italijanska odprava
- Rimsko-nemški cesar Friderik I. Barbarossa se ves besen od papeževega pisma, ki ga je leto poprej prejel od papeža Hadrijana IV., začne pripravljati na drugo italijansko odpravo.
- 11. januar - Vladislav II., star prijatelj nemškega cesarja Friderika, je izvoljen za češkega kralja. Kronanje je nagrada za sodelovanje v prejšnjih odpravah.
- junij - Odprava odrine. Pridružita se ji saksonska vojska, ki jo vodi velfovec Henrik Lev, in Čehi s kraljem Vladislavom.
- 8. september - Kronanje Vladislava II. za češkega kralja v Milanu.
- Zbor stanov Rimsko-nemškega cesarstva v Roncagliji, blizu Piacenze. Cesar Friderik I. poskuša vzpostaviti fevdalno razmerje med sabo in italijanskimi mesti oz. Lombardsko zvezo, ki so bila politično samostojna. Pravniki iz Bologne mu asistirajo s tem, da se sklicujejo na božansko pravo kraljev. Lombardska zveza se temu upre, središče upora pa je Milano. ↓
- → Cesar Friderik podeli Univerzi v Bologni cesarske privilegije za dobro opravljeno delo bolonjskih pravnikov.
- Dogajanje v severni Italiji opazujejo Bizantinci iz oporišča v Anconi. Pod vtisom novih podatkov cesar Manuel I. Komnen spremeni zunanjo politiko v odnosu do cesarja Friderika I. Barbarosse in začne aktivno podpirati uporno Lombardsko ligo. 1159 ↔

#### Rekonkvista
- 23. maj - Sporazum v Sahagúnu zaključi vojne napetosti med kraljevinama Kastilija in León. Najpomembnejše določilo vsebuje vzajemno postavko, ko v primeru smrti prvega kralja, njegovo kraljevino nasledi drugi. 1217 ↔
- 31. avgust - Po smrti Sanča III., kralja Kastilije in Toleda, kraljestvi prevzame njegov sin Alfonz VIII.
- Rekonkvista: portugalski kralj Afonz I. izkoristi šibkost vojaških posadk mest Palmele, Alcácer do Sala in Sesimbre ter jih zavzame.
- Sančo III., novi kralj Kastilije in Toleda, pripravlja večjo ofenzivo proti Almohadom.↓
- → V ta namen ponudi strateško mejno mesto Calatrava vsakomur, ki bi ga hotel braniti.↓
- → Za obrambo Calatrave se prostovoljno javi cisterijanski menih in bivši vitez Rajmond iz Fitera, ki z združbo somišljenikov in sobojevnikov ubrani mesto pred napadom Mavrov. Za nagrado je Rajmondu v upravljanje predano mesto, združbi braniteljev pa priznan status novega viteškega meniškega reda vitezov Calatrave.

#### Ostalo po Evropi
- november - Novorojenka Margareta Francoska, hči francoskega kralja Ludvika VII. in kraljice Konstance Kastiljske, je zaobljubljena triletnemu angleškemu princu Henriku, sinu angleškega kralja Henrika II. in kraljice Eleanore Akvitanske. Kot dota je princu namenjena strateška mejna pokrajina Vexin. Do prinčeve odraslosti naj bi za varnost pokrajine skrbeli vitezi Templarji.
- Ker je Anarhija močno škodovala enotnosti gospodarskega prostora v Angliji, kralj Henrik II.  spravi v obtok novo serijo kovancev. V ta namen organizira več kot trideset kovnic po enotnem standardu, od katerih jih, ko je večina denarja spravljena v obtok, ostane dejavnih še dvanajst.
- Bitka za otok Man: keltsko-vikinški vojskovodja Somerled osvoji s podporo norveškega kralja Ingeja I. žepno kraljestvo otoka Man z otočjem Hebridi. Poraženi kralj Godred II. se zateče po pomoč na Škotsko. 1164 ↔
- Ni gotovo, ali je gruzijski kralj Dimitrij I. umrl to leto, ali dve leti prej, nasledi ga sin Jurij III.
- Novi danski kralj Valdemar I. imenuje svojega prijatelja in svetovalca Absalona za škofa Roskildeja.
- Po smrti mlajšega brata Godfreja se Grofija Nantes povrne starejšemu bratu in angleškemu kralju Henriku II.. Sicer se poskuša grofije polastiti tudi bretonski vojvoda Konan IV., a neuspešno. Francoski kralj Ludvik VII. se vzdrži vmešavanja.
- Štajerski mejni grof Otokar III. podeduje grofijo Pitten, ki se nahaja blizu Dunaja, sicer pa je del Vojvodine Avstrije.
- Sicilski kralj Vilijem I. in bizantinski cesar Manuel Komnen skleneta mir.

### Azija
- januar - Jeruzalemski kralj Baldvin III. nadaljuje z obleganjem v potresu razrušene trdnjave Shaizar, ki jo branijo Asasini. Še preden je trdnjava zavzeta, se zanjo spreta kraljev brat, flandrijski grof Thierry in Rejnald Chantillonski. Za povrhu še zboli sirski vladar Nur ad-Din in še ena priložnost gre po zlu.↓
- → Kljub vsemu križarjem uspe zavzeti manjšo trdnjavo Harim, ki je ponovno priključena Antiohiji.
- september - Jeruzalemski kralj Baldvin III., star 27. let, se poroči s 13 letno Teodoro, nečakinjo bizantinskega cesarja Manuela Komena. V doti prinese Teodora potreben denar za ekspedicijo v Egipt. Baldvin, prej ženskar, se na smrt zaljubi in postane vdan ter ljubeč soprog.
- Bizantinski cesar Manuel I. Komnen začne z nizom novih ofenziv proti Sultanatu Rum.
- Japonskega cesarja Go-Širakavo nasledi njegov sin Nidžo, 78. japonski cesar. Kljub upokojitvi ohrani velik vpliv še nad štirimi naslednjimi cesarjji.
- zima - Bizantinski cesar Manuel I. Komnen se končno odpravi v Antiohijo, da bi discipliniral kontroverznega antiohijskega kneza Rejnalda Chantillonskega, ker je le-ta tri leta prej temeljito oplenil Ciper in z iznakaženimi odposlanci užalil cesarja.↓
- → Bizantinska vojska prodira izjemno hitro in Seldžuki Sultanata Rum se ji raje umikajo. Med prvimi Manuel disciplinira armenskega kneza Torosa Kiklijskega, ki je sodeloval pri Rejnaldovem piratskem podjetju na Cipru. 1159 ↔

### Afrika
- Almohadi osvajajo italonormansko Kraljevino Afriko (Regno d'Africa). Prodrejo vse do Tripolija, ki ga zavzamejo in si pustijo utrjena mesta za kasnejše obleganje.
- O nasledniku nubijskega kralja Jurija IV. Makurijskega ni kaj znano, zanesljivo pa je, da se približno v tem obdobju ponovno okrepil pritisk islama na to krščansko enklavo v Nubiji.

## Rojstva
- 23. september - Godfrej II., bretonski vojvoda († 1186)
- Al-Nasir, abasidski kalif († 1225)
- Albert I. Ponosni, mejni grof Meissena († 1195)
- Džinul, korejski seon (zen) budistični menih († 1210)
- Ermengol VIII., grof Urgella († 1209)
- Fudživara Ietaka, japonski pesnik († 1237)
- Margareta Francoska, princesa, kraljica Anglije in kasneje Ogrske († 1197)
- Rajmond Berengar III., provansalski grof († 1181)
- Šigehira Taira, japonski bojevnik († 1185)

## Smrti
- 31. avgust - Sančo III., kralj Kastilije in Toleda (* 1134)
- 15. december - Friderik II. Berški, kölnski nadškof (* 1120)
- 22. september - Oton iz Freisinga, nemški škof in zgodovinar (* 1114)
- Dimitrij I., gruzijski kralj (* 1093)
- Godfrej Nanteški, grof Nantesa, brat angleškega kralja Henrika II. (* 1134)
- Jurij IV. Makurijski, krščanski nubijski kralj Makurije (* 1106)